# Jonas Brun
Jonas Brun, född 16 december 1979 i Vällingby, är en svensk författare bosatt i Stockholm. Han har publicerat både romaner och diktsamlingar. Dikter, noveller och essäer av Brun har publicerats i dagstidningar och tidskrifter som Dagens Nyheter, Svenska Dagbladet, 00TAL, BLM och Pequod. Jonas Brun är även verksam som psykolog, utbildad vid Stockholms universitet, och som översättare. 
Jonas Brun debuterade 2004 med romanen Den andra tiden som följdes av den dubbla diktsamlingen Det här är platsen / Ett barn hos Gud. För sin andra roman Det amfibiska hjärtat tilldelades han Mare Kandre-priset med motiveringen: ”2009 års litteraturpris till Mare Kandres minne tilldelas Jonas Brun för att han med sin senaste bok, Det Amfibiska Hjärtat, med lyrisk saklighet och lekfullt djupsinne, starkt befäster sin position som en av de allra mest begåvade författarna i det unga, litterära Sverige.”
År 2013 mottog Brun Sveriges Radios romanpris för Skuggland med motiveringen: "För en bråddjup berättelse om längtan och svek där läsaren själv får förtroendet att lägga pusslet." 
År 2024 mottag han Daniel Sachs dramatikerstipendium för översättningen av Arv av Matthew Lopez. Ur motiveringen:  
"Hur förflyttar man en publik till New York utan att det känns konstruerat eller påklistrat? Kanske är den perfekta översättningen som den perfekta temperaturen – den märks inte. Publiken förs omärkligt genom tid och rum, och även om dialogen är på svenska hörs rösterna tala, oförfalskade och levande, utan att språket någonsin står i vägen för teaterupplevelsen. Det är en kyss som känns. Dramatikerstipendiet 2024 tilldelas Jonas Brun för hans mästerliga översättning av Arv."

## Priser och utmärkelser
- 2009 – Mare Kandre-priset för Det amfibiska hjärtat
- 2013 – Sveriges Radios romanpris för Skuggland[3]
- 2016 – De Nios Vinterpris
- 2017 – Stipendium ur Lena Vendelfelts minnesfond
- 2018 - Sigtunastiftelsens författarstipendium
- 2024 - Daniel Sachs dramatikerstipendium  för översättningen av Arv